# Tara (Vorname)
Tara ist ein in verschiedenen Kulturkreisen üblicher weiblicher Vorname.

## Herkunft und Bedeutung
- Sanskrit: तारा: „Stern“[1][2]
- Englisch: von Teamhair: „erhöhter Ort“, „sichtbarer Ort“[2][3]
- Schwedisch, Norwegisch: Kurzform von Ottara: „Angst + Kämpfer“ oder „Angst und Speer“[2]
- Serbisch, Kroatisch: Kurzform von Tahira: „rein“[2]
- Persisch: تارا: „glänzendster Stern“[4]
- Kurdisch: „Brautschleier“ und „Morgenröte“
- Russisch: Koseform von Tamara: „Dattelpalme“

## Namensträgerinnen und -träger

### A
- Tara Lee Andrews (* 1978), US-amerikanische Kulturwissenschaftlerin

### B
- Tara Bai (1675–1761), Regentin im Marathenreich in Nordwestindien
- Tara Babulfath (* 2006), schwedische Judoka
- Tara-Sue Barnett (* 1993), jamaikanische Leichtathletin (Diskuswurf)
- Tara Lynne Barr (* 1993), US-amerikanische Film- und Theaterschauspielerin
- Tara Bouman (* 1970), niederländische Klarinettistin
- Tara Browne (1945–1966), britischer Adliger und Erbe der Guinness-Familie
- Tara Isabella Burton (* 1990), US-amerikanische Journalistin

### C
- Tara Chocol (* 1973), US-amerikanische Schauspielerin
- Tara Conner (* 1985), US-amerikanische Schönheitskönigin
- Tara Correa-McMullen (1989–2005), US-amerikanische Schauspielerin
- Tara Africah Corrigan (* 2007), deutsch-irische Schauspielerin
- Tara Cross-Battle (* 1968), US-amerikanische Volleyballspielerin und Trainerin

### D
- Tara Davis-Woodhall (* 1999), US-amerikanische Volleyballspielerin und Trainerin
- Tara Deodhar (* 1924), indische Badminton- und Tennisspielerin
- Tara Donovan (* 1969), US-amerikanische Künstlerin
- Tara Nome Doyle, norwegisch-irische Singer-Songwriterin und Pianistin

### E
- Tara Elders (* 1980), niederländische Schauspielerin
- Tara Erraught (* 1986), irische Opernsängerin

### F
- Tara Fares (1996–2018), US-amerikanische Volleyballspielerin und Trainerin
- Tara Fischer (* 1998), deutsche Schauspielerin
- Tara Fitzgerald (* 1967), britische Schauspielerin
- Tara Lynn Foxx (* 1990), US-amerikanische Pornodarstellerin

### G
- Tara Geraghty-Moats (* 1993), US-amerikanische Wintersportlerin

### H
- Tara Holt (* 1988), US-amerikanische Schauspielerin

### J
- Tara Jaff (* 1958), kurdische Harfenspielerin und Sängerin

### K
- Tara Kirk (* 1982), Schwimmerin aus den Vereinigten Staaten
- Tara Kleinpeter (* 1970), US-amerikanische Schauspielerin und Filmproduzentin

### L
- Tara Lipinski (* 1982), US-amerikanische Eiskunstläuferin
- Tara Lynn Orr (* 1975/76), US-amerikanische Schauspielerin, Drehbuchautorin und Regisseurin

### M
- Tara McKeown (* 1999), US-amerikanische Fußballspielerin
- Tara McNeill, irische Violinistin, Harfenistin und Sopransängerin
- Tara McPherson (* 1976), US-amerikanische Malerin und Illustratorin
- Tara Moore (* 1992), britische Tennisspielerin
- Tara Morice (* 1964), australische Schauspielerin und Sängerin
- Tara Mounsey (* 1978), US-amerikanische Eishockeyspielerin

### N
- Tara Nicodemo (* 1979), kanadische Schauspielerin
- Tara Norton (* 1971), kanadische Triathletin
- Tara Nott (* 1972), US-amerikanische Gewichtheberin

### O
- Tara O’Hanlon (* 2005), irische Fußballspielerin

### P
- Tara Palmer-Tomkinson (1971–2017), britisches It-Girl, Fernsehmoderatorin und Modemodel
- Tara Pilven (* 1993), australische Badmintonspielerin

### R
- Tara Reid (* 1975), US-amerikanische Schauspielerin
- Tara Rigney (* 1999), australische Ruderin
- Tara Rosandić (* 1988), kroatische Schauspielerin
- Tara Rosling (* 1970), kanadische Schauspielerin

### S
- Tara Sabharwal (* 1957), indische Malerin
- Tara Sharma (* 1977), britische Schauspielerin und Model
- Tara Simpson-Sullivan (* 2000), britische Hammerwerferin
- Tara Snyder (* 1977), US-amerikanische Tennisspielerin
- Tara Steimer-Herbet (* 1969), französische Archäologin
- Tara Stiles (* 1981), US-amerikanische Yogalehrerin
- Tara Strong (* 1973), kanadische Schauspielerin und Synchronsprecherin
- Tara Subkoff (* 1972), US-amerikanische Schauspielerin und Modedesignerin
- Tara Summers (* 1979), britische Schauspielerin

### T
- Tara Tabitha (* 1993), österreichische Reality-TV-Teilnehmerin, Influencerin und Model
- Tara Tira (* 1985), US-amerikanische Wasserspringerin

### V
- Tara Vučković (* 2008), serbische Leichtathletin

### W
- Tara Whitten (* 1980), kanadische Radrennfahrerin
- Tara Cressida Frances Williams (* 1972), britische Schauspielerin
- Tara-Louise Wittwer (* 1990), deutsche Autorin, Kolumnistin und Webvideoproduzentin

### Z
- Tara Zahra (* 1976), US-amerikanische Neuzeithistorikerin